# Unfallersatztarif
Unfallersatztarif ist eine umgangssprachliche Bezeichnung für den Tarif, den ein Autovermieter nach einem Verkehrsunfall für einen Mietwagen in Rechnung stellt. Bei einem fremdverschuldeten Unfall werden die Kosten als Schadensersatz von der gegnerischen Haftpflichtversicherung getragen. Dieser Tarif hat keinerlei Rabattierung und liegt in der Regel deutlich (zwischen 100 % und 465 %) über den Mietpreisen des Sofort- und Vorreservierungsgeschäfts. Zur Begründung tragen die Autovermieter vor, die Unfallersatzwagen-Vermietung sei für sie mit zusätzlichem Aufwand verbunden. Die Rechtsprechung erkennt jedoch weitgehend die Kosten des Unfallersatztarifes nicht als notwendig an. Daher können diese nicht in vollem Umfang von einem Unfallgegner/dessen Versicherung verlangt werden.

## Wirtschaftliche Situation
Im Autovermietungsmarkt gibt es drei große Segmente:
1. das Firmengroßkundengeschäft
2. das Freizeit- und Touristikgeschäft
3. das Unfallersatzwagengeschäft

Nach Auffassung der Autovermieter ist der notwendige Service bei der Vermietung eines Ersatzfahrzeuges nach einem Unfall erheblich aufwendiger als bei anderen Arten der Vermietung. Insbesondere wird angeführt, die Termine für die Anmietung einer Ersatzfahrzeugs seien für den Unfallgeschädigten und damit auch für dessen Autovermieter nicht im Voraus planbar – was sich negativ auf die Auslastungsquote im Unfallersatzgeschäft auswirke.
Als weitere erhöhende Kostenfaktoren werden
- Personalkosten
- Zustell- und Abholkosten
- Regulierungsverzögerungen von bis zu 6 Monaten
- Verzicht auf eine Kaution
- besondere Vorhaltekosten
- besondere Öffnungszeiten

genannt.
Kritiker des Unfallersatztarifs halten dagegen, dass der Vermieter die meisten der vorgenannten Mehraufwendungen gesondert abrechnen kann (und dies in der Regel auch tut).
Während für die Gesamtheit der Versicherten und die Versicherungswirtschaft ein Interesse an einer möglichst geringen Ersatzsumme besteht, ist es für den Einzelnen entscheidend, dass seine entstandenen Kosten in voller Höhe übernommen werden. Es steht dabei nicht zwingend im Interesse des Geschädigten, sich um einen möglichst günstigen Mietwagentarif zu bemühen und hierzu unter Umständen Zeit und Aufwand einzusetzen. Daher besteht die Gefahr, dass der Geschädigte auch dann, wenn er bei Einholung von Alternativangeboten eine vergleichbare Leistung zu geringerem Preis erhalten würde, zu dem Unfallersatztarif anmietet. Demgegenüber hat der Schädiger (bzw. seine Versicherung) ein Interesse daran, den Geschädigten zu verpflichten, möglichst umfassende Preisvergleiche anzustellen und damit durch eigene Arbeit den Schaden zu mindern.
Diese widerstreitenden Interessen führen dazu, dass seit ca. 2003/2004 die Versicherer verstärkt dazu übergegangen sind, die (vollständige) Kostenübernahme für (zu) hohe Mietwagenrechnungen abzulehnen. Einigungsversuche zwischen Versicherungswirtschaft und Autovermietern deuten auf einen zukünftigen Unfallersatztarif in der Größenordnung von 120 % bis 125 % des Normaltarifes hin.
Da der Geschädigte den Mietvertrag abschließt, kann die Versicherung, die letztlich den Preis bezahlen muss, auf den Preis keinen Einfluss nehmen. Der Geschädigte, der diesen Einfluss hätte, interessiert sich nicht für den Preis, weil dieser ja von "der Versicherung" gezahlt wird. Der Preis kann also von den Autovermietern ohne Marktgegenmacht festgesetzt werden. Hier versagen die Prinzipien der Marktwirtschaft; dies führt dazu, dass der hohe Unfallersatztarif zumindest zum Teil nicht betriebswirtschaftlich begründbar ist.

## Rechtliche Situation
Da der Unfallersatztarif in der Regel wesentlich über den normalen Mietpreisen liegt, stellt sich die Frage, ob der Schädiger diesen voll ersetzen muss, oder ob der Geschädigte, indem er nicht nach dem günstigsten Tarif gefragt hat, die Höhe des in Rechnung gestellten Schadens mitverschuldet hat.
Die Rechtsprechung ist im Bezug der Tarife nicht einheitlich, auch was die Hinweispflicht auf die Unfallersatz- und Pauschaltarife betrifft. Die Vereinbarung des Tarifes zwischen Autovermietung und Mieter ist rechtlich unproblematisch, da sie ausgenommen bei Wucher (dessen Tatbestandsvoraussetzungen bei Unfallersatztarifen in der Regel nicht vorliegen) unter die Vertragsfreiheit fällt.
Strittig ist lediglich die Höhe des von der gegnerischen Versicherung zu erstattenden Betrages. Der Bundesgerichtshof hat, beginnend mit dem Urteil vom 12. Oktober 2004, seine bisherige Rechtsprechung (überwiegend aus dem Jahr 1996) schrittweise geändert. Bisher wurde der Aspekt Unfallersatztarif ausschließlich unter dem Aspekt der Schadensminderungspflicht beleuchtet.
Neuer Ausgangspunkt ist die Erforderlichkeit nach § 249 BGB. Der Unfallersatztarif ist ausweislich des Urteils vom 12. Oktober 2004 nur erstattungspflichtig, wenn aufgrund der Besonderheiten des Tarifes (z. B. Vorfinanzierung, Ausfallrisiko) der höhere Preis gegenüber dem „Normaltarif“ gerechtfertigt ist. Der Unfallersatztarif ist also dann zu ersetzen, wenn die Mehrforderung gegenüber dem Normaltarif auf Leistungen beruht, die auf die besondere Unfallsituation zurückzuführen sind (s. o.). Zu verschiedenen Einzelfragen/Mehrleistungen hat der BGH zwischenzeitlich dezidiert Stellung genommen:
Dem Geschädigten ist eine Vorfinanzierung wohl unter Umständen durchaus zuzumuten, allerdings kommt es hierbei ganz maßgeblich auf die Umstände des Einzelfalles an. So ist z. B. mitunter die Vorlage einer Kreditkarte als Kaution ausreichend. Wenn er dies, obwohl zumutbar, nicht tut, verstößt er gegen die Schadensminderungspflicht.
Weiterhin wurde festgestellt, dass der Geschädigte durch die bloße Inanspruchnahme des Unfallersatztarifes nicht gegen seine Schadensminderungspflicht verstößt, wenn er nicht ohne weiteres die Unterschiede zum „Normaltarif“ bewerten kann. Die Ersatzpflicht besteht also auch dann, wenn der günstigere Normaltarif dem Geschädigten nicht bekannt und erkennbar ist. Auch ist daraus, dass der Vermieter nur einen Tarif angeboten hat, nicht zu schließen, dass kein günstigerer Tarif zugänglich gewesen ist.
Die Autovermietung ist nicht zur Rechtsberatung berechtigt. So hat z. B. das LG Berlin im Mai 2006 die Übernahme der Regulierung mit der Versicherung als unzulässige Rechtsberatung gesehen. Die Geltendmachung des Ersatzanspruches durch den Autovermieter im Rahmen einer Abtretung stellt laut BGH keine unzulässige Rechtsberatung dar, wenn sie vorrangig der Sicherung der abgetretenen Forderung dient.
Wenn ein Mietwagenanbieter keine Unterscheidung zwischen Unfallersatztarif und Normaltarif vornimmt, mit seinem Einheitstarif jedoch deutlich über dem nach der Schwacke-Liste in dem PLZ-Bereich üblichen Mietpreis liegt, ist dieser ebenfalls nicht vollständig erstattungsfähig.
Wenn die Geltendmachung des gewählten Tarifes aufgrund der genannten Anforderungen nicht möglich ist, kann der Richter den erforderlichen Betrag auch durch pauschalen Aufschlag oder über den Nutzungsausfall schätzen (§ 287 ZPO). Diese Kosten müssen dann vom Schädiger bzw. von der Versicherung erstattet werden.
Soweit der Tarif deutlich über den ortsüblichen Tarifen liegt, ist der Autovermieter verpflichtet, den Kunden auf die Gefahr hinzuweisen, dass die gegnerische Versicherung die Kosten nicht komplett trägt.
Der BGH ist allerdings zunehmend dazu übergegangen, die Pflicht zum Ersatz des Unfallersatztarifs einzuschränken. Insbesondere fordert der BGH den Nachweis, dass der höhere Unfallersatztarif betriebswirtschaftlich begründet werden kann. Es kommt demnach auf die Frage an, ob „ein vernünftig und wirtschaftlich denkender Geschädigter unter dem Aspekt des Wirtschaftlichkeitsgebots zu einer Nachfrage nach dem günstigeren Tarif gehalten gewesen wäre“. Tut er dies nicht, obwohl erkennen kann, dass der Tarif deutlich und ungerechtfertigt überhöht ist, verstößt er gegen seine Schadensminderungspflicht. Dies trifft vor allem solche Geschädigte, die überhaupt nicht nach dem Preis fragen oder einen erkennbar überhöhten Preis akzeptieren, weil nicht sie selbst, sondern jemand anders ihn zahlen muss.
In seiner Entscheidung vom 28. Juni 2006 hat der BGH dann zusätzlich die Anforderung gestellt, dass der Autovermieter den Unfallgeschädigten „deutlich und unmissverständlich“ darüber aufklären muss, dass der Tarif deutlich über dem Normaltarif liegt und die Gefahr besteht, dass die Versicherung möglicherweise nicht den vollen Tarif übernehmen wird. Bei unterlassener Aufklärung kann der Autovermieter die Differenz nicht vom Geschädigten verlangen, wenn die Versicherung dann nicht den vollen Tarif übernimmt.
Einschlägige Urteile des BGH:
Die Pflicht zum Ersatz des Unfallersatztarifs wurde in mehreren Entscheidungen des Bundesgerichtshofes bestätigt:
- Urteil vom 12. Oktober 2004 (Quelle: )
- Urteil vom 26. Oktober 2004 (Quelle: )
- Urteil vom 15. Februar 2005 (Quelle: )
- Urteil vom 15. Februar 2005 (Quelle: )
- Urteil vom 19. April 2005 (Quelle: )
- Urteil vom 05. Juli 2005 (Quelle: )
- Urteil vom 20. September 2005 (Quelle: )
- Urteil vom 25. Oktober 2005 (Quelle: )
- Urteil vom 14. Februar 2006 (Quelle: PDF)
- Urteil vom 14. Februar 2006 (Quelle: PDF)
- Urteil vom 09. Mai 2006 (Quelle: PDF, = NJW 2006, 2106)
- Urteil vom 13. Juni 2006 (Quelle: )
- Urteil vom 28. Juni 2006 (Quelle: PDF)